# Stazione di Bari Sant’Andrea
Stazione di Bari Sant'Andrea 2009-ben bezárt vasútállomás Olaszországban, Bari településen.

## Vasútvonalak
Az állomást az alábbi vasútvonalak érintették:
- Bari–Taranto-vasútvonal

## Kapcsolódó állomások
A vasútállomáshoz az alábbi állomások vannak a legközelebb:
- Stazione di Bari Centrale
- Stazione di Modugno Città